# 소성리 (영화)
"소성리"는 2018년에 개봉한 대한민국의 영화이다.

## 캐스팅
- 도금연
- 임순분
- 김의선